# レアンドロ・フェルナンデス・ダ・クーニャ
レアンドロ・フェルナンデス・ダ・クーニャ（Leandro Fernandes da Cunha , 1999年12月25日 - ）は、オランダ・ヘルダーランド州ナイメーヘン出身のサッカー選手。FKイェルフ所属。ポジションはMF。

## クラブ歴
2007年にNECナイメーヘンのユースアカデミーに入団。その後2013年にPSVアイントホーフェンのユースチームに加入。2016年に傘下のヨングPSVに昇格し、10月14日のアルメレ・シティ戦でプロデビューを果たした。
2018年1月31日、ユヴェントスFCへの移籍が発表され、傘下のU-23ユヴェントスFCに加入することが発表。下部組織で5試合に出場し、2019年9月にフォルトゥナ・シッタートにローン移籍で加入した。
2020年9月28日、セリエBのデルフィーノ・ペスカーラ1936に移籍した。
2021年9月15日、PECズヴォレに移籍した。

## 代表歴
2013年からユース世代のオランダ代表に招集され、2015年、2016年と2年連続でUEFA U-17欧州選手権にU-17代表として出場した。